# Route nationale 155a
La route nationale 155a ou RN 155a était une route nationale française reliant Saint-Malo à Cancale.
À la suite de la réforme de 1972, elle a été déclassée en RD 355.

## Ancien tracé de Saint-Malo à Cancale (D 355)
- Saint-Malo
- Saint-Coulomb
- Cancale